# Memoriał Andrzeja Trochanowskiego
El Memorial Andrzeja Trochanowskiego (Carrera en homenaje a Andrzej Trochanowski en polaco) es una carrera ciclista profesional de un día polaca, que se disputa el día 1 del mes de mayo. Toma su nombre de Andrzej Trochanowski, entrenador del equipo ciclista Legia Varsovia y del equipo nacional polaco.
Se creó en 2000 dentro de la categoría 1.5 (última categoría del profesionalismo). Desde la creación de los Circuitos Continentales UCI en 2005 forma parte de UCI Europe Tour, dentro de la categoría 1.2 (igualmente última categoría del profesionalismo).

## Palmarés
| Año  | Ganador              | Segundo               | Tercero                |
| ---- | -------------------- | --------------------- | ---------------------- |
| 1989 | Stanisław Trzeciak   | Adam Szafron          | Józef Grochała         |
| 1990 | Robert Grzechnik     | Sławomir Krawczyk     | Saulius Šarkauskas     |
| 1991 | Grzegorz Gronkiewicz | Zbigniew Ludwiniak    | Tomáš Sedláček         |
| 1992 | Piotr Chmielewski    | Jarosław Chojnacki    | Przemysław Mikołajczyk |
| 1993 | Anatoly Tchubar      | Krzysztof Szafrański  |                        |
| 1994 | Igor Chukhliantsev   | Piotr Zaradny         | Szczepan Gurdała       |
| 1995 | Paweł Niedźwiecki    | Zenon Jaskuła         | Dariusz Baranowski     |
| 1996 | Raimondas Rumsas     | Zbigniew Piątek       | Piotr Wadecki          |
| 1997 | Grzegorz Wajs        | Radoslav Romanik      | Grzegorz Gronkiewicz   |
| 1998 | Marek Wrona          | Grzegorz Gronkiewicz  | Jarosław Rębiewski     |
| 1999 | Alexei Nakazny       | Bartłomiej Ksobiak    | Volodymyr Savchenko    |
| 2000 | Piotr Chmielewski    | Marcin Lewandowski    | Sławomir Chrzanowski   |
| 2001 | Adam Wadecki         | Robert Radosz         | Grzegorz Gronkiewicz   |
| 2002 | Bohdan Bondarev      | Hubert Nowak          | Chris Fisher           |
| 2003 | Paweł Szaniawski     | Marcin Sapa           | Olexandr Klymenko      |
| 2004 | Mariusz Witecki      | Sebastian Jezierski   | Dariusz Skoczylas      |
| 2005 | František Raboň      | Piotr Zaradny         | Sebastian Jezierski    |
| 2006 | Piotr Chmielewski    | Marcin Sapa           | Maroš Kováč            |
| 2007 | Tomasz Lisowicz      | Piotr Zaradny         | Łukasz Podolski        |
| 2008 | Tomasz Kiendyś       | Artur Detko           | Pavel Zitta            |
| 2009 | Mateusz Taciak       | Tomasz Kiendyś        | Dariusz Rudnicki       |
| 2010 | André Schulze        | Adam Wadecki          | Krzysztof Jeżowski     |
| 2011 | André Schulze        | Krzysztof Jeżowski    | Marek Cichosz          |
| 2012 | Tomasz Smoleń        | Andrzej Bartkiewicz   | Sylwester Janiszewski  |
| 2013 | Konrad Dąbkowski     | Grzegorz Stępniak     | Dzmitryi Suravets      |
| 2014 | Kamil Gradek         | Kamil Zieliński       | Łukasz Bodnar          |
| 2015 | Mateusz Nowak        | Paweł Franczak        | Kacper Gronkiewicz     |
| 2016 | Alois Kaňkovský      | Adrian Tekliński      | Błażej Janiaczyk       |
| 2017 | Alois Kaňkovský      | Grzegorz Stępniak     | Eryk Latoń             |
| 2018 | Alois Kaňkovský      | Sylwester Janiszewski | Paweł Franczak         |
| 2019 | Alois Kaňkovský      | Maciej Paterski       | František Sisr         |
| 2022 | Tobias Nolde         | Tim Bierkens          | Mārtiņš Pluto          |
| 2023 | Itamar Einhorn       | Stanisław Aniołkowski | Norbert Banaszek       |
| 2024 | Norbert Banaszek     | Magnus Bak Klaris     | Bartłomiej Proć        |
| 2025 | Marceli Bogusławski  | Rotem Tene            | Lars Rouffaer          |

## Palmarés por países
| País            | Victorias |
| --------------- | --------- |
| Polonia         | 20        |
| República Checa | 5         |
| Ucrania         | 4         |
| Alemania        | 3         |
| Lituania        | 1         |
| Dinamarca       | 1         |
| Israel          | 1         |